# Theodor Kleine
Theodor Kleine (4 settembre 1924 – 12 febbraio 2014) è stato un canoista tedesco.

## Palmarès

### Olimpiadi
- 1 medaglia:
  - 1 argento (Melbourne 1956 nel K-2 10000 m[1])

### Mondiali
- 2 medaglie:
  - 2 ori (Praga 1958 nel K-4 1000 m; Praga 1958 nel K-4 10000 m)